# Техніка емоційної свободи
Техніка емоційної свободи (ТЕС) — це техніка, яка стимулює точки акупресури шляхом натискання, постукування або розтирання, зосереджуючись на ситуаціях, які представляють особистий страх або травму. ТЕС спирається на різні теорії альтернативної медицини, включаючи акупунктуру, нейролінгвістичне програмування, енергетичну медицину та терапію поля думки (ТПД). ТЕС також поєднує елементи експозиційної терапії, когнітивної поведінкової терапії та соматичної стимуляції. Воно найбільш відома завдяки «Посібнику з ТЕС» Гарі Крейга, опублікованому наприкінці 1990-х років, а також пов'язаним книгам і семінарам, проведеним різними викладачами. EFT та подібні методи часто обговорюються під загальним терміном «енергетична психологія».
Прихильники стверджують, що цю методику можна використовувати для лікування широкого спектру фізичних і психологічних розладів, а також як просту форму самостійної терапії. The Skeptical Inquirer описує основи ТЕС як «мішанину концепцій, отриманих із різноманітних джерел, [насамперед] стародавньої китайської філософії ці, яка вважається „життєвою силою“, що тече у всьому тілі». Існування цієї життєвої сили «емпірично не підтверджено».
ТЕС не має жодних переваг як терапія, крім (1) ефекту плацебо або (2) будь-яких відомих ефективних психологічних методів, які можуть бути надані на додаток до передбачуваної «енергетичної» техніки. Її зазвичай характеризують як псевдонауку, і вона не знайшла значної підтримки в клінічній психології.

## Процес

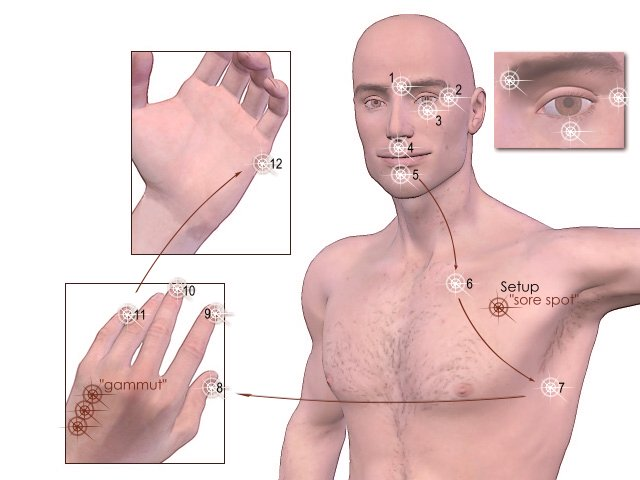
ТЕС-точки

Під час типового сеансу ТЕС людина зосереджується на конкретній проблемі, натискаючи на «кінцеві точки енергетичних меридіанів тіла». Вправи з постукування ТЕС поєднують елементи когнітивної реструктуризації та техніки впливу зі стимуляцією акупунктурної точки. Техніка передбачає натискання на кінцеві точки меридіанів тіла, такі як маківка, брови, під очима, сторони очей, підборіддя, ключиці та під пахвами. Постукуючи, вони промовляють конкретні фрази, спрямовані на емоційний компонент фізичного симптому.
Згідно з Посібником з ТЕС, процедура полягає в тому, що учасник оцінює емоційну інтенсивність своєї реакції за шкалою суб'єктивних одиниць дистресу (ШСОД) — тобто за шкалою Лайкерта для суб'єктивних показників дистресу, відкаліброваною від 0 до 10 — а потім повторює орієнтувну шкалу підтвердження під час потирання або постукування певних точок на тілі. Деякі практики включають рухи очей або інші завдання. Потім емоційна інтенсивність повторно оцінюється та повторюється, доки не буде помічено жодних змін в емоційній інтенсивності.

## Механізм
Прихильники ТЕС та інших подібних методів лікування вважають, що постукування/стимулювання точок акупунктури є основою для значного покращення психологічних проблем. Однак теорія та механізми, що лежать в основі передбачуваної ефективності ТЕС, не мають «жодної доказової підтримки» «в усій історії таких наук, як біологія, анатомія, фізіологія, неврологія, фізика чи психологія». Дослідники описали теоретичну модель ТЕС як «відверто дивну» та «псевдонаукову». В одному огляді зазначено, що одне з найякісніших досліджень не виявило жодних доказів того, що розташування точок постукування має якесь значення, і пов'язало вплив із добре відомими психологічними механізмами, включаючи відволікання та дихальну терапію.
Стаття в Skeptical Inquirer стверджувала, що не існує правдоподібного механізму, який би пояснював, як особливості ТЕС можуть підвищити його ефективність, і вони були описані як такі, що не піддаються фальсифікації, а отже, псевдонаукові. Доказів існування меридіанів не знайдено.

## Якість дослідження
ТЕС не має жодного корисного ефекту як терапія, окрім ефекту плацебо або будь-яких відомих ефективних психологічних методів, які можуть використовуватися разом із передбачуваною «енергетичною» технікою, але прихильники ТЕС опублікували матеріали, які стверджують протилежне. Проте їхня робота має недоліки, а отже, ненадійна: високоякісні дослідження ніколи не підтверджували ефективність ТЕС.
Огляд 2009 року виявив «методологічні недоліки» в дослідницьких дослідженнях, які повідомляли про «невеликі успіхи» ТЕС і пов'язаної техніки акупресури Тапас. В огляді було зроблено висновок, що позитивні результати можуть бути «пов'язані з добре відомими когнітивними та поведінковими техніками, які включені в енергетичні маніпуляції. Психологам і дослідникам слід остерігатися використання таких технік і докладати зусиль, щоб інформувати громадськість про шкідливі наслідки терапії. які рекламують чудеса».
Систематичний огляд 2016 року виявив, що ТЕС була ефективним у зниженні тривоги порівняно з контрольною групою, але також закликав до додаткових досліджень, щоб встановити відносну ефективність порівняно з усталеними методами лікування.

## Рецепція
Опитування експертної групи психологів Delphi оцінило ТЕС за шкалою, яка описує, наскільки дискредитовано ТЕС у сфері психології. Ця панель виявила, що ТЕС має в середньому 3,8 за шкалою від 1,0 до 5,0, де 3,0 означає «можливо дискредитований», а 4,0 означає «ймовірно дискредитований». Книга, що досліджує псевдонаукові практики в психології, характеризує ТЕС як одну з ряду «маргінальних психотерапевтичних практик», а в посібнику з психіатрії стверджується, що ТЕС має «всі ознаки псевдонауки».
ТЕС, разом із його попередником, терапія поля думки, були відхилені із застереженнями уникати їх використання такими виданнями, як The Skeptic's Dictionary і Quackwatch.
Прихильники ТЕС та інших методів енергетичної психології були «особливо зацікавлені» в пошуку «наукової достовірності», незважаючи на неправдоподібні запропоновані механізми ТЕС. В огляді 2008 року прихильник енергетичної психології Девід Файнштейн зробив висновок, що енергетична психологія є потенційним «швидким і ефективним лікуванням ряду психологічних станів». Однак ця робота Файнштейна була широко розкритикована. В одному огляді критикували методологію Файнштейна, зазначивши, що він проігнорував кілька дослідницьких статей, які не показали позитивних ефектів ТЕС, і що Файнштейн не розкрив свій конфлікт інтересів як власника вебсайту, який продає продукти енергетичної психології, такі як книги та семінари, усупереч передовий досвід публікації наукових досліджень.
Інший огляд критикував висновок Файнштейна, який ґрунтувався на дослідженні низької якості, а натомість прийшов до висновку, що будь-які позитивні ефекти ТЕС зумовлені більш традиційними психологічними техніками, а не будь-якими передбачуваними «енергетичними» маніпуляціями. Книга, опублікована на тему лікування зловживання психоактивними речовинами на основі доказів, назвала огляд Файнштейна «неповним і оманливим» і прикладом погано виконаного огляду досліджень, заснованого на доказах.
Файнштейн опублікував ще один огляд у 2012 році, дійшовши висновку, що методи енергетичної психології «послідовно демонструють сильні розміри ефекту та інші позитивні статистичні результати, які значно перевищують шанс після відносно кількох сеансів лікування». Цей огляд також було піддано критиці, де знову було зазначено, що Файнштейн відкинув дослідження вищої якості, які не показали ефектів ТЕС, на користь методологічно слабших досліджень, які показали позитивний ефект.
У відповідь на огляд літератури Д. Файнштейна на тему «Ручна стимуляція точок акупунктури», опублікований у 2023 році в Journal of Psychotherapy Integration, Кассандра Л. Бонесса, Рорі Пфундб і Девід Ф. Толін публікують у тому ж журнал, критичний аналіз 3 мета-аналізів, виділених у цьому дослідженні. Використовуючи критерії аналізу AMSTAR2, вони дійшли висновку, що вони були виконані погано та що їхня якість є «критично низькою». 3 дослідники називають ТЕС псевдонаукою та «непотоплюваною гумовою качечкою».